# Parry (Name)
Parry ist ein englischer männlicher Vorname sowie Familienname.

## Namensträger

### Vorname
- Parry Mitchell, Baron Mitchell (* 1943), britischer Politiker (Labour Party) und Life Peer
- Parry O’Brien (1932–2007), US-amerikanischer Kugelstoßer und Olympiasieger
- Parry Wayne Humphreys (1778–1839), US-amerikanischer Politiker

### Familienname
- Bill Parry (Fußballspieler, 1873) (William Parry; 1873–1923), walisischer Fußballspieler
- Bill Parry (Fußballspieler, 1914) (William Parry; 1914–1964), englischer Fußballspieler
- Bill Parry (Fußballspieler, 1933) (William Parry; 1933–2009), walisischer Fußballspieler
- Bill Parry (Mathematiker) (William Parry; 1934–2006), britischer Mathematiker
- Blair Parry-Okeden (* 1950), australische Erbin und Milliardärin
- Bob Parry (Robert Leslie Parry; * 1953), australischer Cricketspieler
- Caleb Hillier Parry (1755–1822), englischer Arzt und Physiologe
- Carys Parry (* 1981), britische Hammerwerferin
- Cecil Ramsden Langworthy Parry (1901–1977), britischer Konteradmiral
- Charles Christopher Parry (1823–1890), US-amerikanischer Biologe
- Christoph Parry (* 1951), britischer und Germanist und Hochschullehrer
- Craig Parry (* 1966), australischer Golfer
- David Parry (Sprachwissenschaftler) (1937–2022), britischer Dialektologe
- David Parry (* 1949), britischer Dirigent
- Diane Parry (* 2002), französische Tennisspielerin
- Dick Parry (* 1942), englischer Saxophonist
- Edward Parry (Admiral) (1893–1972), britischer Admiral
- Edward Hagarty Parry (1855–1931), kanadisch-englischer Fußballspieler
- Emyr Jones Parry (* 1947), britischer Diplomat und Regierungsbeamter, Ständiger Vertreter bei der NATO und den Vereinten Nationen, Universitätspräsident
- Gordon Parry, Baron Parry (1925–2004), britischer Lehrer und Politiker (Labour Party)
- Hans-Heinz Parry (1904–1977), deutscher Schriftsteller
- Harry Parry (1912–1956), britischer Klarinettist und Bandleader
- Hubert Parry (1848–1918), englischer Komponist
- Hugh Jones Parry (Autorenpseudonym: James Cross; 1916–1997), britisch-US-amerikanischer Autor und Soziologe
- James Patrick von Parry (1803–1872), Kammerherr, Gutsherr
- John Parry (Chemiker) (1863–1931), britischer Mineraloge
- John Parry (Schiedsrichter) (* 1965), US-amerikanischer NFL-Schiedsrichter
- John H. Parry (John Horace Parry; 1914–1982), englischer Historiker
- John Humffreys Parry (1816–1880), britischer Anwalt und Bibliothekar
- Johnny Parry (* 1982), britischer Musiker
- Jonathan Parry (* 1957), britischer Historiker
- Joseph Parry (1843–1903), walisischer Komponist
- Joseph Parry (Politiker) (* 1948), Sportfunktionär und Politiker in Nevis
- Kit Wynn Parry († 2015), britischer Mediziner
- Leah Parry (* 1980), australische Softballspielerin
- Lee Parry (1901–1977), deutsche Schauspielerin
- Maurice Parry (1877–1935), walisischer Fußballspieler
- Martin Parry, britischer Klimatologe
- Matthew Parry (* 1994), britischer Automobilrennfahrer
- Milman Parry (1902–1935), US-amerikanischer Sprachforscher
- Morgan Parry († 2014), britischer Umweltschützer
- Natasha Parry (1930–2015), britische Schauspielerin
- Patricia Parry († 2013), französische Autorin
- Paul Parry (* 1980), walisischer Fußballspieler
- Richard Parry (* 1987), neuseeländischer Eishockeytorwart
- Robert Parry (Dichter) (um 1540 – 1612), walisischer Dichter und Übersetzer
- Robert Parry (Politiker) (1933–2000), britischer Politiker
- Robert Parry (Journalist) (1949–2018), US-amerikanischer Journalist
- Robert W. Parry (Robert Walter Parry; 1917–2006), US-amerikanischer Chemiker und Hochschullehrer
- Shannon Parry (* 1989), australische Rugbyspielerin
- Stephen Parry (Politiker) (* 1960), australischer Politiker
- Stephen Parry (Schwimmer) (* 1977), britischer Schwimmer
- Steve Parry (Fußballspieler) (* 1956), englischer Fußballspieler
- Steve Parry (Rugbyspieler) (* 1988), walisischer Rugby-League-Spieler
- Susan Parry (* 1963), englische Altistin
- T. H. Parry-Williams (Thomas Herbert Parry-Williams; 1887–1975), walisischer Dichter und Schriftsteller
- Thomas Parry (Vater) (1515–1560), englischer Höfling und Politiker
- Thomas Parry (Sohn) (1544–1616), englischer Politiker und Diplomat
- Thomas Parry (Bischof) (1795–1870), britischer Geistlicher, Bischof von Barbados
- Thomas Parry (Schriftsteller) (1904–1985), walisischer Pädagoge und Bibliothekar
- William Parry (Maler) (1742/1743–1791), britischer Maler
- William Parry (Mathematiker) (1934–2006), britischer Mathematiker
- William Edward Parry (1790–1855), britischer Admiral und Polarforscher
- William Parry (1773–1859) (1773–1859), britischer Philhellene